# UFC 302
UFC 302: Makhachev vs. Poirier fue un evento de artes marciales mixtas producido por Ultimate Fighting Championship que se llevó a cabo el 1 de junio de 2024 en las instalaciones del Prudential Center, en Newark, Nueva Jersey, Estados Unidos.

## Antecedentes
El evento marcó la décima visita de la promoción a Newark y la primera desde UFC 288 en mayo de 2023.
Una pelea por el Campeonato de Peso Ligero de UFC entre el actual campeón Islam Makhachev y el ex-Campeón Interino de Peso Ligero de UFC Dustin Poirier encabezó el evento.
Una pelea de cinco asaltos en peso mediano entre el ex-Campeón Mundial de Peso Mediano de UFC Sean Strickland y el ex-retador al título Paulo Costa se llevó a cabo en la coestelar.
Se esperaba que una pelea de peso pesado entre el ex-Campeón Mundial de Peso Pesado de Bellator Alexander Volkov y Jailton Almeida se lleve a cabo en el evento. Sin embargo, la pelea fue descartada por razones no reveladas y Volkov fue reprogramado para UFC on ABC 6 contra el ex-retador al Campeonato Interino de Peso Pesado de UFC Sergei Pavlovich. Almeida enfrentó a Alexander Romanov.
Para el evento estaba programada una pelea de peso paja femenino entre la ex campeona de peso atómico del Invicta FC, Michelle Waterson, y Gillian Robertson. Sin embargo, la pelea se pospuso hasta UFC 303 por razones desconocidas.
Jeremiah Wells iba a enfrentarse a Niko Price en una pelea de peso wélter. Sin embargo, Wells se retiró por razones no divulgadas y fue reemplazado por Alex Morono. Price y Morono se enfrentaron anteriormente en UFC Fight Night: Bermudez vs. Korean Zombie en febrero de 2017. La pelea terminó originalmente con un nocaut en el segundo asalto a favor de Price, pero posteriormente se cambió a no contest debido a que Price dio positivo por marihuana.
Su Mudaerji y Joshua Van iban a enfrentarse en una pelea de peso mosca en este evento. Sin embargo, Su se retiró a finales de abril por razones no divulgadas. Fue reemplazado por Tatsuro Taira. A su vez, ambos luchadores fueron trasladados a UFC Fight Night: Perez vs. Taira para enfrentarse a diferentes oponentes.
Una pelea de peso mediano entre Roman Dolidze y el ex campeón de peso mediano de LFA, Anthony Hernandez, estaba programada para este evento. Sin embargo, Hernandez tuvo que retirarse de la pelea debido a un desgarro de ligamento en su mano.
El ganador de la segunda temporada de Road to UFC en peso mosca, Park Hyun-sung, iba a enfrentarse a Andre Lima. Sin embargo, se retiró debido a una lesión en la rodilla y fue reemplazado por el recién llegado Nyamjargal Tumendemberel. A su vez, Tumendemberel tuvo que retirarse del evento debido a problemas de visa y fue reemplazado por Mitch Raposo.

## Resultados
1. ↑  Por el Campeonato Mundial de Peso Ligero de UFC.

## Bonificaciones
Los siguientes peleadores recibieron bonos de $50.000:
- Pelea de la Noche: Islam Makhachev vs. Dustin Poirier
- Actuación de la Noche: Islam Makhachev y Kevin Holland